# Syrphoctonus robsonensis
Syrphoctonus robsonensis är en stekelart som först beskrevs av Dasch 1964.  Syrphoctonus robsonensis ingår i släktet Syrphoctonus och familjen brokparasitsteklar. Inga underarter finns listade i Catalogue of Life.